# Construct
Construct – dziesiąty studyjny album szwedzkiego zespołu melodic deathmetalowego Dark Tranquillity, wydany 24 maja 2013 roku przez wytwórnię płytową Century Media Records.

## Lista utworów
Opracowano na podstawie materiału źródłowego.
| Construct | Construct                | Construct |
| Nr        | Tytuł utworu             | Długość   |
| --------- | ------------------------ | --------- |
| 1.        | „For Broken Words”       | 04:34     |
| 2.        | „The Science of Noise”   | 03:45     |
| 3.        | „Uniformity”             | 05:31     |
| 4.        | „The Silence in Between” | 03:32     |
| 5.        | „Apathetic”              | 03:29     |
| 6.        | „What Only You Know”     | 04:01     |
| 7.        | „Endtime Hearts”         | 03:59     |
| 8.        | „State of Trust”         | 04:06     |
| 9.        | „Weight of the End”      | 04:56     |
| 10.       | „None Becoming”          | 04:31     |
|           |                          | 42:24     |

## Twórcy
Opracowano na podstawie materiału źródłowego.
Zespół Dark Tranquillity w składzie
- Martin Henriksson - gitara, gitara basowa
- Anders Jivarp - perkusja
- Niklas Sundin - gitara
- Mikael Stanne - wokal
- Martin Brändström - instrumenty klawiszowe